# Solomon R. Guggenheim
Solomon Robert Guggenheim (Philadelphia, 2 februari 1861 – Long Island, 3 november 1949) was een Amerikaans kunstverzamelaar en filantroop. 

## Biografie
Hij was de zoon van de in 1847 uit Zwitserland geëmigreerde Meyer Guggenheim en de broer van onder anderen Simon, Benjamin en Daniel. Hij studeerde in Zwitserland en ging daarna terug naar de Verenigde Staten, om in het familiebedrijf (mijnbouw) te werken. Later zette hij in Alaska de "Yukon Gold Company" op. 
In 1919 ging hij met pensioen. Hij legde een kunstverzameling aan en richtte in 1937 met Hilla von Rebay de Solomon R. Guggenheim Foundation op, met als doel de waardering voor de moderne kunst te bevorderen.  Twee van zijn kinderen waren Eleanor Guggenheim (later Lady Castle Stewart) en Gertrude Guggenheim. 
Het Solomon R. Guggenheim Museum in New York (het eerste Guggenheim Museum), ontworpen door Frank Lloyd Wright, werd gebouwd tussen 1956 en 1959. Later volgden musea in Venetië, Dubai en Bilbao, alsook in Berlijn en Las Vegas (beide laatste thans gesloten).